# Mount Machatschek
Mount Machatschek är ett berg i Antarktis. Det ligger i Västantarktis. Argentina, Chile och Storbritannien gör anspråk på området. Toppen på Mount Machatschek är 509 meter över havet, eller 10 meter över den omgivande terrängen. Bredden vid basen är 0,58 km. Mount Machatschek ingår i Princess Royal Range.
Terrängen runt Mount Machatschek är kuperad åt sydost, men åt nordväst är den platt. Trakten är obefolkad. Det finns inga samhällen i närheten. 